# Río Turbio
Der Río Turbio ist ein Fluss im südamerikanischen Binnenstaat Bolivien und liegt im südwestlichen Teil des Landkreises (bolivianisch: Municipio) San Ignacio de Moxos in der Provinz Moxos im Tiefland-Departamento Beni.

## Verlauf
Der Río Turbio hat seinen Ursprung in der östlichen Voranden-Kette der Serranía Eva Eva auf einer Höhe von 406 m im Departamento Beni, nur einen Kilometer südöstlich der Quelle des Río Apere, der von hier aus in entgegengesetzter Richtung nach Norden fließt und dort in den Río Mamoré mündet. Der Río Turbio fließt von seiner Quelle aus in südlicher Richtung und nimmt auf der kurzen Strecke von 21 Kilometern auf Grund seines Gefälles sehr viel Geröll auf, dass er bei seiner Mündung in den Río Secure entlässt.

## Naturschutzgebiet
Der Río Turbio fließt von Norden her in das Naturschutzgebiet TIPNIS, dessen Nordgrenze vom  Río Secure zusammen mit dem Río Nutusama gebildet wird, und zwar zwischen der Bergkette der Serranía de Mosetenes im Westen und der Mündung des Río Sécure in den Río Isiboro im Nordosten. Die Region um den Río Turbio ist nur schwer zugänglich und nahezu menschenleer.